# Sam Garrett
Samuel Alexander Garrett (Derbyshire, 28 de agosto de 1990), é um cantor e compositor inglês. Sam Garrett lançou seu EP de estreia Be Easy em 2013, seguido do segundo EP Namaste lançado em 2014. Em 2016, Garrett lançou seu EP acústico de duas partes intitulado Grace. Sam Garrett tem coposto e cantado canções devocionais.

## Início da vida e musical careira
Sam Garrett cresceu em torno da música, por seu pai sempre colocar para tocar os discos de bandas como o Nirvana e o Pearl Jam. Aos 9 anos de idade, Garrett começou a aprender a tocar violão e depois que organizar algumas composições. Depois de um longo período de aprendizagem do instrumento, Garrett começou a tocar em algumas bandas de rock de amigo locais. Garrett, com 20 anos de idade, saiu dessas bandas e começou a escrever suas próprias canções, na solidão, no paisagens da Inglaterra. Neste período,
Garrett começou a fazer apresentações por todo o país e ganhou o prémio de evento do Reino Unido "Live and Unsigned" na categoria "Acústico". Em 11 de agosto de 2012, Garrett apresentou suas canções, "Hope" e "Be Easy" no The Beat na BBC Radio 1.
Em 2013, essas músicas fizeram parte do EP de estreia de Sam Garrett intitulado "Be Easy", produzido por Jake Gosling e pelo rapper inglês Sway.
Em 2014, Garrett lançou por conta própria seu segundo EP intitulado "Namaste" depois de se mudar para um retiro de ioga, Ashram em Glastonbury, em junho de 2013. Em 28 de abril de 2015, Sam foi incluído para se apresentar no festival Mind Body Spirit London Festival. Mais tarde, em 2016, Sam Garrett assinado com Dcypha Productions para lançar seu EP acústico "Grace", como ele declarou ser dedicado ao mestre espiritual Bhagavan Sri Ramana Maharishi e Sri Mooji. No mesmo ano, Garrett se apresentou no Hebridean Celtic Festival 

### 2017—presente: Novo álbum
Sam Garrett começou a gravar o seu próximo álbum, depois de lançar seu EP acústico. A produção do álbum foi concluída em agosto. De acordo com ele, em uma postagem na mídia social, o álbum contará com uma música de 2010 nunca lançada como oficial, chamado de "Butterfly". Não há uma data especifica para o lançamento do álbum divulgada.

## Discografia

### Álbuns
- Grace (2017)
- The Dance & the Wonder (2019)
- Root Down Deep (2021)
- Forward To Zion (2023)